# 18e étape du Tour d'Italie 2011
Pour un article plus général, voir Tour d'Italie 2011.
La 18e étape du Tour d'Italie 2011 eut lieu le jeudi 26 mai 2011. Morbegno est la ville de départ, et San Pellegrino Terme la ville d'arrivée. Le parcours a eu lieu sur une distance de 151 km.
L'Italien Eros Capecchi (Liquigas-Cannondale) remporte cette étape au sprint, en réglant ses compagnons d'échappée. L'Espagnol Alberto Contador (Saxo Bank-SunGard) conserve le maillot rose de leader,.

## Côte
- Côte du Passo di Ganda, 2e catégorie (kilomètre 120,9)

| Premier   | Marco Pinotti      | 9 pts |
| Deuxième  | Eros Capecchi      | 5 pts |
| Troisième | Kevin Seeldraeyers | 3 pts |
| Quatrième | Gianluca Brambilla | 2 pts |
| Cinquième | Paolo Tiralongo    | 1 pts |

## Sprint volant
- Sprint volant à Bergame (kilomètre 91,8)

| Premier   | Jan Bakelandts | 5 pts |
| Deuxième  | Bram Tankink   | 4 pts |
| Troisième | Marco Pinotti  | 3 pt  |
| Quatrième | Dario Cataldo  | 2 pts |
| Cinquième | Alberto Losada | 1 pts |

## Classement de l'étape
|    | Coureur            | Pays        | Équipe                    |    | Temps           |
| -- | ------------------ | ----------- | ------------------------- | -- | --------------- |
| 1  | Eros Capecchi      | Italie      | Liquigas-Cannondale       | en | 3 h 20 min 38 s |
| 2  | Marco Pinotti      | Italie      | Team HTC-Highroad         | +  | 0 s             |
| 3  | Kevin Seeldraeyers | Belgique    | Quick Step                |    | 0 s             |
| 4  | Gianluca Brambilla | Italie      | Colnago-CSF Inox          |    | 1 min 20 s      |
| 5  | Paolo Tiralongo    | Italie      | Astana                    |    | 1 min 20 s      |
| 6  | Dario Cataldo      | Italie      | Quick Step                |    | 2 min 49 s      |
| 7  | Alberto Losada     | Espagne     | Team Katusha              |    | 3 min 46 s      |
| 8  | Russell Downing    | Royaume-Uni | Team Sky                  |    | 4 min 34 s      |
| 9  | Oscar Gatto        | Italie      | Farnese Vini-Neri Sottoli |    | 4 min 34 s      |
| 10 | Jan Bakelandts     | Belgique    | Omega Pharma-Lotto        |    | 4 min 34 s      |

## Classement général
|    | Coureur             | Pays        | Équipe                  |    | Temps            |
| -- | ------------------- | ----------- | ----------------------- | -- | ---------------- |
|    | Alberto Contador    | Espagne     | Saxo Bank-SunGard       | en | 71 h 45 min 09 s |
| 1  | Michele Scarponi    | Italie      | Lampre-ISD              | en | 71 h 50 min 7 s  |
| 2  | Vincenzo Nibali     | Italie      | Liquigas-Cannondale     |    | 47 s             |
| 3  | John Gadret         | France      | AG2R La Mondiale        |    | 2 min 37 s       |
| 4  | Kanstantsin Siutsou | Biélorussie | Team HTC-Highroad       |    | 4 min 14 s       |
| 5  | José Rujano         | Venezuela   | Androni Giocattoli-CIPI |    | 4 min 20 s       |
| 6  | Mikel Nieve         | Espagne     | Euskaltel-Euskadi       |    | 4 min 24 s       |
| 7  | Denis Menchov       | Russie      | Geox-TMC                |    | 4 min 40 s       |
| 8  | Roman Kreuziger     | Tchéquie    | Astana                  |    | 4 min 49 s       |
| 9  | Joaquim Rodríguez   | Espagne     | Team Katusha            |    | 5 min 27 s       |
| 10 | Igor Antón          | Espagne     | Euskaltel-Euskadi       |    | 6 min 0 s        |

## Classements annexes

### Classement par points
|   | Cycliste         | Équipe              | Points  |
| - | ---------------- | ------------------- | ------- |
| 1 | Alberto Contador | Saxo Bank-SunGard   | 158 pts |
| 1 | Michele Scarponi | Lampre-ISD          | 103 pts |
| 3 | Vincenzo Nibali  | Liquigas-Cannondale | 95 pts  |

### Classement du meilleur grimpeur
|   | Cycliste         | Équipe            | Points |
| - | ---------------- | ----------------- | ------ |
| 1 | Stefano Garzelli | Acqua & Sapone    | 64 pts |
| 2 | Alberto Contador | Saxo Bank-SunGard | 53 pts |
| 3 | Mikel Nieve      | Euskaltel-Euskadi | 39 pts |

### Classement du meilleur jeune
| Cycliste          | Équipe             | Temps | Temps            |
| ----------------- | ------------------ | ----- | ---------------- |
| Roman Kreuziger   | Astana             | en    | 71 h 54 min 56 s |
| Steven Kruijswijk | Rabobank           | +     | 2 min 51 s       |
| Jan Bakelandts    | Omega Pharma-Lotto |       | 22 min 05 s      |

### Classement par équipes aux temps
| Équipe           | Temps | Temps             |
| ---------------- | ----- | ----------------- |
| Astana           | en    | 215 h 29 min 22 s |
| Movistar         | +     | 7 min 31 s        |
| AG2R La Mondiale |       | 13 min 51 s       |

### Classement par équipes aux points
| Équipe                  | Points  |
| ----------------------- | ------- |
| Lampre-ISD              | 305 pts |
| Androni Giocattoli-CIPI | 280 pts |
| Movistar                | 245 pts |

## Abandon
Aucun.